# Камбоджанско-виетнамска война
Камбоджанско-виетнамската война е въоръжен конфликт, с участието на контролираната от режима на Пол Пот Демократична Кампучия и Социалистическа република Виетнам, продължаващ от 1977 г. до 1991 г.

## Погранична война
Исторически, Камбоджа и Виетнам винаги са във вражда, но по-важно е противоречията, които възникват между ръководството на Северен Виетнам и Червените кхмери в началото на 1970-те години. На първо място, Северновиетнамската армия взима активно участие в Камбоджанската гражданска война на страната на Червените кхмери, но в годините 1972 – 1973 г. Северен Виетнам изтегля своите войски от фронтовата линия.
През април 1975 г. Червените кхмери превземат Пном Пен, спечелвайки гражданската война в Камбоджа. През същия месец във войната във Виетнам: Северновиетнамски войници овладяват Сайгон – това води до обединяване на страната в комунистическа страна. Почти непосредствено след това отношенията между двете страни започват бързо да се влошават. Още през май 1975 г., първите инциденти са на границата между Камбоджа и Южен Виетнам. Те (както всички останали) са провокирани от страна на Камбоджа.
На 2 юли 1976 г. Северен и Южен Виетнам се обединяват в Социалистическа република Виетнам. През 1977 г., след затишие, има рязък скок на сблъсъците. Червените кхмери пресичат границата и убиват мирни виетнамски жители. Най-голямата трагедия е през април 1978 г. в село Батюк, чието население от 3000 души е избито. Червените кхмери представят войнствени лозунги като „Готови ли сте да се биете с Виетнам 700 години!“. След това виетнамската армия извършва няколко нападения на територията на Камбоджа. В същото време Червените кхмери избиват почти всички етнически виетнамци в страната.
В този случай, в продължение на няколко години виетнамското ръководство възприема агресията от страна на Червените кхмери не като насочена против виетнамската политика, а като страничен продукт на вътрешни напрежения в ръководството им.
В края на декември 1978 г. започва пълномащабна инвазия в Камбоджа с цел свалянето на режима на Червените кхмери (според други източници предходния месец). На 7 януари 1979 г. е превзета столицата Пном Пен.

## Окупация
След като губят властта в Пном Пен, Червените кхмери отстъпват на запад, към камбоджанската граница с Тайланд. В същото време, Китай – единствената страна, която има тесни връзки с режима на Пол Пот, с раздразнение наблюдава събитията. По това време, външната политика на Виетнам е насочена към Съветския съюз, с които Китай продължава да има изключително обтегнати отношения. Китайското управление публично заявява намерението си да „даде на Виетнам урок“ във връзка с окупацията на Камбоджа. На 17 февруари 1979 г. китайската армия нахлува във Виетнам. Тяхното участие, обаче е кратко – едва до средата на март. Официално Виетнам печели.
След признаването на китайската агресия към виетнамската армия започва нова офанзива срещу Червените кхмери. До средата на годината тя контролира всички големи градове на Камбоджа. По ирония на съдбата социалистически Виетнам, преди три десетилетия, които използват партизански тактики срещу японските, френските и американските редовни армии, вече участва в продължителна борба срещу кхмерските партизани. Тъй като правителствената армия на Хенг Самрин все още е твърде слаба, Виетнам продължава да държи в Камбоджа войски при постоянен брой 170 – 180 000. Всяка година виетнамските войски провеждат настъпателни операции в западната част на страната, както и през втората половина на годината с началото на дъждовния сезон, се оттеглят в базите си. Червените кхмери продължават да заемат позиции в граничната зона, но също така имат бази в съседен Тайланд. Това води до редица сблъсъци между тайландски и виетнамски войски. В западните страни, Виетнам получава обвинения за използване на химическо оръжие (така наречения „жълт дъжд“), но няма убедителни доказателства за това.
Укрепването на камбоджанската правителствена армия и международните промени води до факта, че до края на 1980-те години, Виетнам започва да ограничава участието си във войната. През септември 1989 г. е обявено пълното изтегляне на виетнамските войски от Камбоджа, но все още остават виетнамските военни съветници. Войната между правителството на Камбоджа и Червените кхмери продължава за период до десет години.
Броят на жертвите на войната не е известен. Официални представители на Виетнамската народна армия дават противоречива информация за възникналите загуби за 10 години. Според тях, в Камбоджа са убити между 15 и 55 000 виетнамски войници.

## Подкрепа от СССР и Монголия
СССР веднага се солидаризира и подкрепя виетнамските комунисти, както и кампучийските комунисти начело с Хенг Самрин. За Кампучия е изпратено съветско оръжие, както и съветски военни специалисти. Монголия също подкрепя виетнамското навлизане в Кампучия и изпраща не само оръжие и военни специалисти, но и две ПВО бригади. В самото начало на конфликта, както и през целия му период Монголия поставя в повишена бойна готовност Монголската народна армия и приема участие и със свои въоръжени сили, осъществявайки артилерийски обстрел от своя територия на китайски военни поделения, намиращи се в граничните райони, които първи започват обстрел на монголската територия. Китайците не посмяват да нахлуят в Монголия, тъй като там се намират съветски войски, групирани в специална група. Пограничните престрелки между китайски и монголски военни поделения продължават през следващите години, но спират през 1987 г. СССР също участва в обстрела на китайските войски от монголска територия в отговор на китайска погранична атака през 1981 – 1982 г., но през 1985 г. двете страни урегулират отношенията си. През 1987 г. съветско-китайските отношения се успокояват.